# Centralvaruhuset

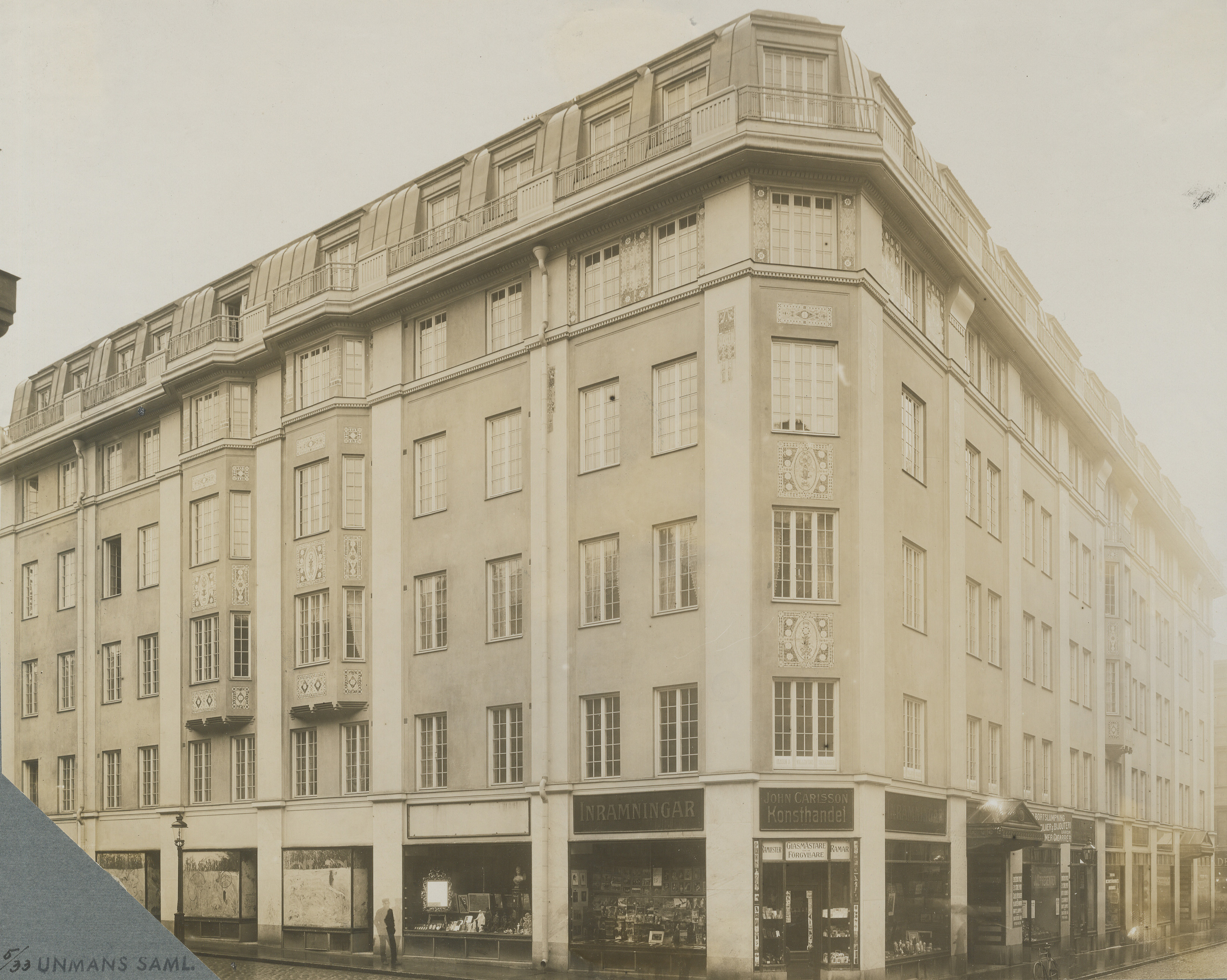
Centralvaruhuset 1918

Centralvaruhuset var ett av Stockholms tidiga varuhus, öppnat 1910 vid Drottninggatan 92-94 under namnet Stockholms-Bazaren. 
Lågprisvaruhuset huserade till en början i botten och källarplan i det stora jugendhuset som rests 1908-1911 enligt Hagström & Ekmans ritningar, men tog efterhand allt mer av lokalerna i anspråk och disponerade 1915 fyra plan. Genom förvärv av andra bazarer i staden växte verksamheten och kundkretsen och 1918 inbjöds allmänheten att teckna aktier ett nybildat aktiebolag som fick namnet Centralvaruhuset. I samband med det planerades en ombyggnad av huset därefter helt skulle tas i anspråk av varuhuset; Sex våningar ovan jord, två jordvåningar samt en ljusgård.
Fackföreningen Handelsanställdas förbund vann här efter en strejk en viktig seger 1921 när det gällde att organisera de butiksanställda genom upprättandet av ett kollektivavtal. Under depressionen på 1930-talet tvingades dock personalen gå med på lönereduceringar över 30 procent. 1933 var dock konkursen ett faktum, och Nya Centralvaruhuset AB övertog verksamheten, varvid varuhuset snart döptes om till Allas Varuhus, förkortat Allva.
Varuhuset blev 1941 en del av kedjan Grand Bazar som ägdes av Herman Gustaf Turitz och kom därmed att bli systerföretag till EPA..
Idag återfinns bland annat Indiens ambassad och Synsam i byggnaden.